# Kilstett
Kilstett è un comune francese di 2 375 abitanti situato nel dipartimento del Basso Reno nella regione del Grand Est.

## Società

### Evoluzione demografica
Abitanti censiti